# Vilde Frang
Vilde Frang Bjærke (sinh ngày 19 tháng 8 năm 1986) là một nghệ sĩ vĩ cầm cổ điển người Na Uy.

## Đầu đời và giáo dục
Frang sinh ra ở Oslo, Na Uy. Cô bắt đầu học vĩ cầm theo phương pháp Suzuki khi mới 4 tuổi. Trong những năm 1993–2002, cô học với Stephan Barratt-Due, Alf Richard Kraggerud và Henning Kraggerud tại Học viện Âm nhạc Barratt Due ở Oslo.
Frang có buổi ra mắt công chúng lần đâu khi mới 10 tuổi. Cô biểu diễn độc tấu với Dàn nhạc Đài phát thanh Na Uy. Năm 1998, cô được Anne-Sophie Mutter biết đến. Mutter làm người cố vấn cho Frang và về sau cô được Mutter bổ nhiệm làm người nhận học bổng trong Quỹ Anne-Sophie Mutter. Năm 1999, khi Frang mới 13 tuổi, Mariss Jansons đã mời cô chơi độc tấu bản Carmen Fantasy của Pablo de Sarasate với Dàn nhạc giao hưởng Oslo.
Từ năm 2003 đến năm 2009, Frang tiếp tục học tại Đức dưới sự dẫn dắt của Kolja Blacher tại Hochschule für Musik und Theater Hamburg và Ana Chumachenco tại Học viện Kronberg. Cô nhận được học bổng Borletti-Buitoni Trust năm 2007 và cũng từng học một thời gian với Uchida Mitsuko ở London.

## Sự nghiệp
Năm 2007, buổi ra mắt của Frang với Dàn nhạc giao hưởng London trong chuỗi chương trình Eastbourne cũng giúp cô tiếp tục có cơ hội kết hợp cùng dàn nhạc trong mùa giải tiếp theo dưới sự chỉ huy của nhạc trưởng Vladimir Jurowski tại Royal Festival Hall. Năm 2008, Vilde Frang ký hợp đồng độc quyền với hãng EMI Classics (nay là Warner Classics). Album đầu tay của cô được phát hành vào năm 2009 đã nhận được nhiều lời khen ngợi từ giới phê bình cũng như khán giả. Cô còn nhận được danh hiệu Nghệ sĩ trẻ của năm từ hãng EMI Classics. Các bản thu âm của cô cho EMI / Warner Classics đã nhận được nhiều giải thưởng bao gồm một giải BRIT cổ điển, hai giải Deutsche Schallplattenpreis, bốn giải ECHO Klassik, hai giải Edisson Klassiek, Diapason d'Or và hai giải Gramophone.
Là quán quân của Giải thưởng Nghệ sĩ Trẻ Credit Suisse năm 2012, Frang tiếp tục biểu diễn bản concerto cho violin của Sibelius với dàn nhạc giao hưởng Viên dưới sự chỉ huy của nhạc trưởng Bernard Haitink tại Lễ hội Lucerne. Năm 2013, cô có buổi biểu diễn tại London Proms, trong đó cô biểu diễn bản concerto cho violin của Bruch với dàn nhạc giao hưởng đài BBC cùng nhạc trưởng John Storgards tại Royal Albert Hall. Vào năm 2016, Frang biểu diễn concerto cho violin của Mendelssohn cùng dàn nhạc giao hưởng Berlin với nhạc trưởng Simon Rattle trong khuôn khổ Buổi hòa nhạc Châu Âu của họ tại Røros, Na Uy.
Frang từng giữ chức vụ giáo sư hợp đồng (professor II) tại Học viện Âm nhạc Na Uy ở Oslo từ năm 2013.

### Nhạc cụ
Cô sử dụng cây đàn vĩ cầm Jean-Baptiste Vuillaume năm 1864. Từ năm 2021, cô biểu diễn cây vĩ cầm 'Rode' Guarneri 'del Gesù' 1734, được mượn từ Stretton Society.

## Giải thưởng
- Leonie Sonnings Musikfonds (2003) [12]

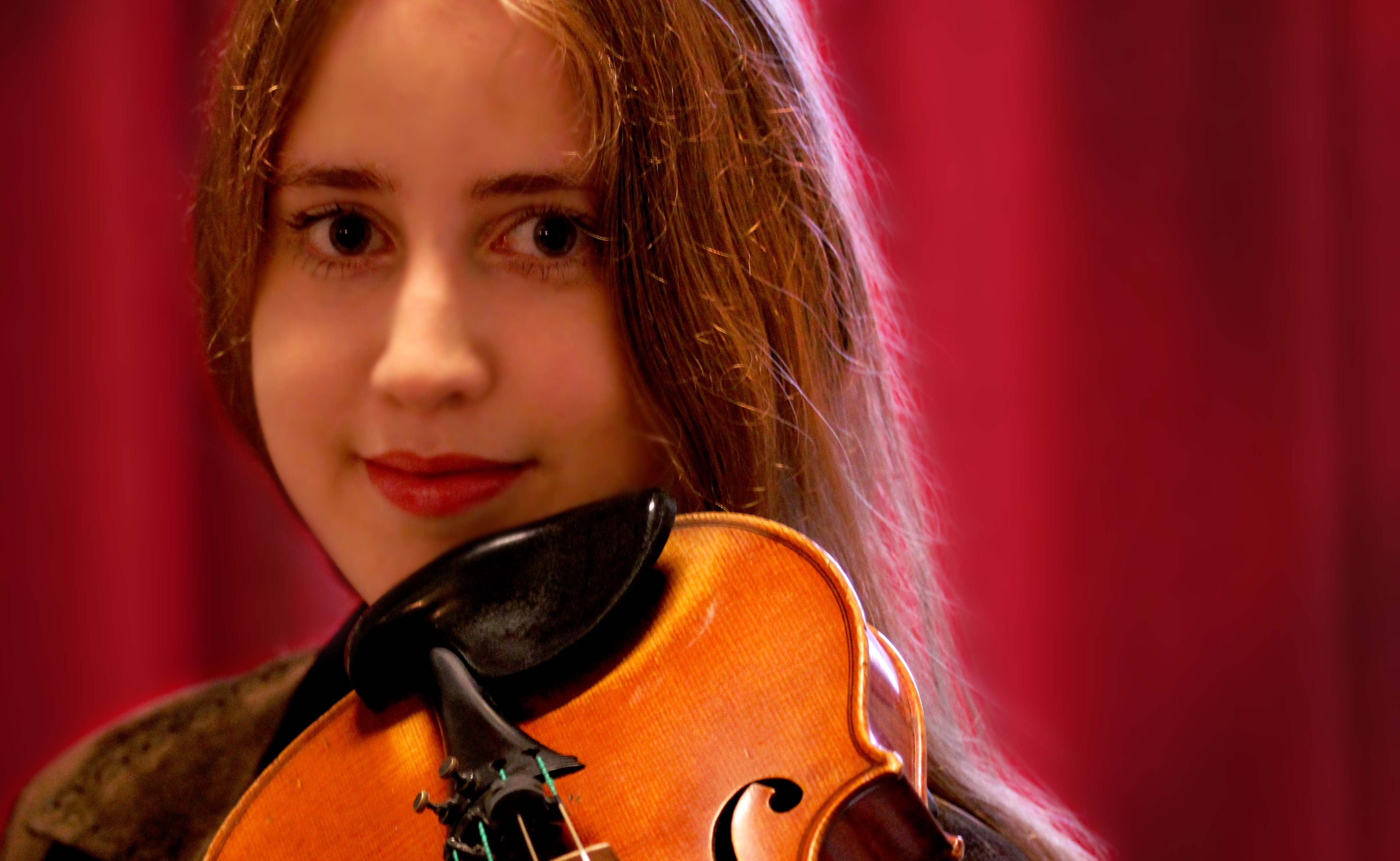
Vilde Frang năm 2010

- Vilde Frang năm 2010Giải thưởng lớn Ritter-Stiftung (2007) [12]
- Học bổng Borletti-Buitoni Trust (2007) [12]
- Giải thưởng Văn hóa Hoàng tử Eugen, 2007 [12],  Giải thưởng Danh dự của Nữ hoàng Đan Mạch Ingrid (2009) [12]
- Giải thưởng nghệ sĩ độc tấu Na Uy (2009) [12]
- Spellemannsprisen, Nhạc cổ điển. Dành cho Prokofiev & Sibelius: Violin Concertos . 2009
- Giải thưởng Âm nhạc Cổ điển của Statoil (2010) [13]
- Giải thưởng dành cho người mới của Edison Klassiek cho Prokofiev & Sibelius: Violin Concertos. 2011
- Giải thưởng Echo Klassik, giải thưởng dành cho người mới dành hạng mục violin Grieg, Bartók & R.Strauss: Sonatas (2011)[14]
- Giải thưởng Người mới đến của Người Anh cổ điển cho Prokofiev & Sibelius: Violin Concertos . 2011 [14]
- Giải thưởng nghệ sĩ trẻ Crédit Suisse (2012) [14]
- Giải thưởng âm nhạc thính phòng Edison Klassiek cho Grieg, Bartók & R. Straus: Sonatas. 2012
- Giải thưởng Echo Klassik (2013) [15]
- Giải thưởng Echo Klassik (2015) [16]
- Giải thưởng Echo Klassik (2016) [17]
- Giải thưởng âm nhạc cổ điển Gramophone (2016) [18]
- Diapason d'or de l'année (2018) cho Bartók Violin Concerto số 1 & Enescu Octet
- Grand Prix L'Acádemie Charles Cros (2018) cho Bartók Violin Concerto số 1 và Enescu Octet
- Giải thưởng Tạp chí Âm nhạc của BBC (Giải thưởng dành cho Phòng) năm 2020 cho Bộ ba đàn piano Veress String & Bartók.
- Giải thưởng âm nhạc cổ điển Gramophone (Hạng mục thính phòng) (2020) dành cho Bộ ba đàn piano Veress String & Bartók.